# Machaerotypus yananensis
Machaerotypus yananensis är en insektsart som beskrevs av Chou och Yuan 1981. Machaerotypus yananensis ingår i släktet Machaerotypus och familjen hornstritar. Inga underarter finns listade i Catalogue of Life.